# Жмакин, Станислав Витальевич
Станисла́в Вита́льевич Жма́кин (25 июня 1982, Пенза, РСФСР, СССР) — российский хоккеист, нападающий. Мастер спорта России международного класса.

### Карьера
Воспитанник пензенского хоккея. Начал карьеру в 2001 году в родной Пензе в составе «Дизелиста», тренер — Владимир Тимофеевич Лохматов. В 2002 году подписал контракт на один год с «Южным Уралом» Орск под руководством Игоря Масленникова, который впоследствии и посоветовал на просмотр в тольяттинскую «Ладу» молодого игрока. В 2003 году 20-летний Жмакин был приглашен на просмотр в «Ладу» и спустя два месяца заключил контракт сроком на три года. Дебютировал в Суперлиге в матче против «Химика» и в первой же смене отличился результативной передачей. В сезоне 2003/04 стал обладателем бронзовой медали чемпионата России. В сезоне 2004/05 стал обладателем серебряной медали. В 2005 году провел 19 матчей за «Салават Юлаев», после чего вернулся в «Ладу». В сезоне 2005/06 клуб испытывал финансовые трудности, и многие ведущие игроки покинули «Ладу». Команда с молодым составом стала обладателем Континентального Кубка, который проходил в венгерском Секешфехерваре. По окончании сезона подписал контракт сроком на два года. В 2008 году, когда была создана КХЛ, Жмакин подписал контракт с ЦСКА на два года. Следующий сезон провёл в составе «Автомобилиста». В первом же матче против «Локомотива» отметился двумя шайбами и, несмотря на то, что пропустил первые 19 туров сезона, за оставшиеся 37 игр с 14 голами стал лучшим снайпером клуба. По окончании сезона был включен в расширенный список Сборной России.
Перед началом сезона 2010/11 подписал контракт на более выгодных условиях с череповецкой «Северсталью», в составе которой набрал 20 (10+10) очков в 46 матчах. Во время матча против ЦСКА после столкновения с Евгением Курбатовым получил тяжелейшее сотрясение мозга, реанимацию проводили прямо на льду и в бессознательном состоянии отправили в госпиталь. По окончании сезона Жмакин заключил контракт с ханты-мансийской «Югрой», В сезоне 2011/2012 провел 8 матчей за нижнекамский «Нефтехимик».
3 мая 2012 года подписал двухлетний контракт с московским «Спартаком». Провел всего 6 матчей. 3 октября 2012 года был обменян в «Автомобилист» на право выбора в третьем раунде драфта юниоров КХЛ 2015 года. С 16 голами стал лучшим снайпером клуба. В сезоне 2013/014 после шести матчей получил травму колена и после трех проведенных операций так и не смог впоследствии восстановиться. В 2014 году был приглашен на просмотр в новокузнецкий «Металлург», провел три матча на предсезонном турнире в Астане, в которых отличился двумя результативными бросками. Травма колена дала о себе знать, и Жмакин решил завершить карьеру.

### Сборная
В сезоне 2006/07 был вызван в сборную России на финал Еврохоккейтура.

### Достижения
- Бронзовый призёр чемпионата России 2004. Серебряный призёр чемпионата России 2005
- Обладатель Континентального Кубка 2006. Победитель Еврохоккейтура за сборную России 2007

### Статистика выступлений
| Сезон                      | Команда                    | Лига                       | Игр | Г  | П  | Очк | +/- | Штр |
| -------------------------- | -------------------------- | -------------------------- | --- | -- | -- | --- | --- | --- |
| 2001-02                    | Дизелист-2                 | Первая лига                | 17  | 5  | 4  | 9   | 2   | 22  |
| 2001-02                    | Дизелист                   | Высшая лига                | 26  | 4  | 1  | 5   | 5   | 10  |
| 2002-03                    | Южный Урал                 | Высшая лига                | 47  | 12 | 1  | 13  | 2   | 45  |
| 2003-04                    | Лада-2                     | Первая лига                | 14  | 10 | 6  | 16  | 15  | 12  |
| 2003-04                    | Лада                       | Суперлига                  | 37  | 5  | 7  | 12  | 7   | 22  |
| 2004-05                    | Лада-2                     | Первая лига                | 12  | 11 | 9  | 20  | 15  | 6   |
| 2004-05                    | Лада                       | Суперлига                  | 7   | 1  | 2  | 3   | -1  | 0   |
| 2004-05                    | Салават Юлаев-2            | Первая лига                | 1   | 1  | 1  | 2   | 4   | 2   |
| 2004-05                    | Салават Юлаев              | Суперлига                  | 19  | 1  | 4  | 5   | -8  | 10  |
| 2005-06                    | Лада                       | Суперлига                  | 50  | 4  | 11 | 15  | 1   | 82  |
| 2006-07                    | Лада                       | Суперлига                  | 47  | 9  | 11 | 20  | 1   | 34  |
| 2007-08                    | Лада-2                     | Первая лига                | 2   | 2  | 5  | 7   | 3   | 0   |
| 2007-08                    | Лада                       | Суперлига                  | 48  | 12 | 6  | 18  | 2   | 24  |
| 2008-09                    | ЦСКА                       | КХЛ                        | 54  | 4  | 11 | 15  | 1   | 76  |
| 2009-10                    | Автомобилист               | КХЛ                        | 41  | 14 | 4  | 18  | 1   | 22  |
| 2010-11                    | Северсталь                 | КХЛ                        | 46  | 10 | 10 | 20  | -9  | 48  |
| 2011-12                    | Югра                       | КХЛ                        | 23  | 4  | 3  | 7   | 1   | 12  |
| 2011-12                    | Нефтехимик                 | КХЛ                        | 8   | 1  | 1  | 2   | +1  | 4   |
| 2012-13                    | Спартак Мск                | КХЛ                        | 6   | 1  | 2  | 3   | +1  | 0   |
| 2012-13                    | Автомобилист               | КХЛ                        | 38  | 15 | 6  | 21  | -2  | 20  |
| 2013-14                    | Автомобилист               | КХЛ                        | 6   | 1  | 2  | 3   | 1   | 0   |
| Всего в КХЛ,СУПЕРЛИГА(РСЛ) | Всего в КХЛ,СУПЕРЛИГА(РСЛ) | Всего в КХЛ,СУПЕРЛИГА(РСЛ) | 430 | 82 | 77 | 161 | 1   | 354 |
| Всего в ВХЛ,ПЕРВАЯ ЛИГА    | Всего в ВХЛ,ПЕРВАЯ ЛИГА    | Всего в ВХЛ,ПЕРВАЯ ЛИГА    | 119 | 41 | 27 | 68  | 46  | 97  |